# Tennistoernooi van Londen 1972
Het tennistoernooi van Londen van 1972 werd van maandag 19 tot en met zaterdag 24 juni 1972 gespeeld op de grasbanen van het Queen's Club. De officiële naam van het toernooi was Queen's Club Championships.
Het vrouwentoernooi werd gewonnen door de Amerikaanse Chris Evert.
Bij de mannen won de Amerikaan Jimmy Connors het toernooi.
Het toernooi bestond uit twee delen:
- ATP-toernooi van Londen 1972, het toernooi voor de mannen (19 – 24 juni)
- WTA-toernooi van Londen 1972, het toernooi voor de vrouwen (19 – 24 juni)

ATP-toernooi van Londen‎ – WTA-toernooi van Londen

1968 · 1969 · 1970 · 1971 · 1972 · 1973 · geen toernooi 1974–1976 · ATP-toernooi 1977–2024 · 2025